# Blasco Núñez Vela
Blasco Núñez Vela (ur. 1490, zm. 18 stycznia 1546) – pierwszy hiszpański wicekról Peru sprawujący tę funkcję od 15 maja 1544 do 18 stycznia 1546.

## Życiorys
Blasco Núñez Vela był nominowany na stanowisko wicekróla Peru przez króla Karola I. Miał za zadanie wdrożyć tzw. „Nowe Prawo” ograniczające encomiendę, nadające docelowo Indianom status poddanych królewskich i w ten sposób mające ochronić ich przed fizycznym wyniszczeniem ze strony konkwistadorów. Nowe Prawo zostało zatwierdzone w listopadzie 1542 r. w Madrycie.
Wdrożenie w życie nowych przepisów nie było łatwe. By ich egzekwowanie nie nastarczało trudności, Vela wkroczył do Peru w pełnym splendorze godnym króla, a wraz z nim przybyła władza wykonawcza. Wszyscy dotychczasowi samozwańczy panowie zostali zastąpieni, utworzono administrację cywilną oraz mianowano czterech sędziów pokoju.
Opór ze strony konkwistadorów Blasco Vela gasił z surowością. Jego ofiarą padł Cristóbal Vaca de Castro, który był jego poprzednikiem i piastował urząd głowy rządu kolonialnego. Został on wysłany do Hiszpanii.
We wrześniu 1544 roku Blasco Vela oskarżył o zdradę Juan Suárez de Carbajal i osobiście go zasztyletował.
Wydarzenie to spowodowało zawiązanie rzeczywistego spisku przeciwko niemu. Autorem puczu był brat Francisco Pizarro – Gonzalo. We wrześniu 1544 Vela został uwięziony i wysłany na wyspę San Lorenzo koło Panamy. Tam Blasco Núñez Vela, będąc uwolniony, zebrał niewielka armię i poprowadził ją na południe, by odzyskać urząd i pokonać Pizarro, który samowolnie ustanowił się nowym wicekrólem Peru. Po drodze do Popayan, gdzie stacjonował jego sojusznik Benalcazar, Blasco stoczył kilka mniejszych potyczek. Obawiając się zdrady, zabił po drodze trzech swoich dowódców. 18 stycznia 1546 roku dwie armie spotkały się w okolicy Anaquito. Siły Pizarra dwukrotnie przewyższały Blasco i po heroicznej walce ci drudzy oddali pola. W bitwie zginął Blasco Núñez Vela a jego głowa została odcięta i umieszczona na pice.
Zwycięstwo konkwistadorów spowodowało zawieszenie „Nowego Prawa” i przywrócenie dawnych porządków. Król Karol I wynagrodził zabitego wicekróla nadając tytuły ambasadorów Francji jego dwóm synom, wręczając im ordery „Order Santiago” i „Order Alcántara” oraz mianując ich generałem artylerii i arcybiskupem Burgos.